# Framingham (Massachusetts)
Framingham es una ciudad ubicada en el condado de Middlesex, en el estado estadounidense de Massachusetts. En el Censo de 2010 tenía una población de 68 318 habitantes y una densidad de 995,35 personas por km².

## Historia
Framingham se ubica en el antiguo camino conocido como Old Connecticut Path. El primer asentamiento tuvo lugar cuando John Stone se aposentó en la orilla oeste del río Sudbury en 1647. En 1660, el juez Thomas Danforth, conocido por el Salem Witch Trials, un funcionario de la colonia de la bahía, anteriormente de Framlingham, Suffolk (Inglaterra), recibió una concesión de tierra de la "Danforth's Farms" y comenzó a acumular tierras por encima de 61 km² (15 000 acres). Danforth se opuso vigorosamente a las peticiones para la incorporación de la ciudad, que fue incorporada oficialmente en 1700, siendo su muerte el año anterior. No se sabe el porqué de la desaparición de la "L" en el nombre de la nueva ciudad. La primera iglesia fue organizada en 1701, contrataron al primer profesor en 1706, y la primera escuela permanente en 1716.
El 22 de febrero de 1775, el general británico Thomas Gage envió dos oficiales y un hombre alistado fuera de Boston para examinar la ruta a Worcester (Massachusetts). En Framingham esos espías pararon en la taberna Buckminster's Tavern. Miraron la asamblea de la milicia de la ciudad fuera del edificio, quedando impresionados por la cantidad de hombres reunidos y no bajo su disciplina. Sin embargo la totalidad de la compañía entró en la taberna después de su observación, y los oficiales implicados pasaron desapercibidos y continuaron en su misión el día siguiente.

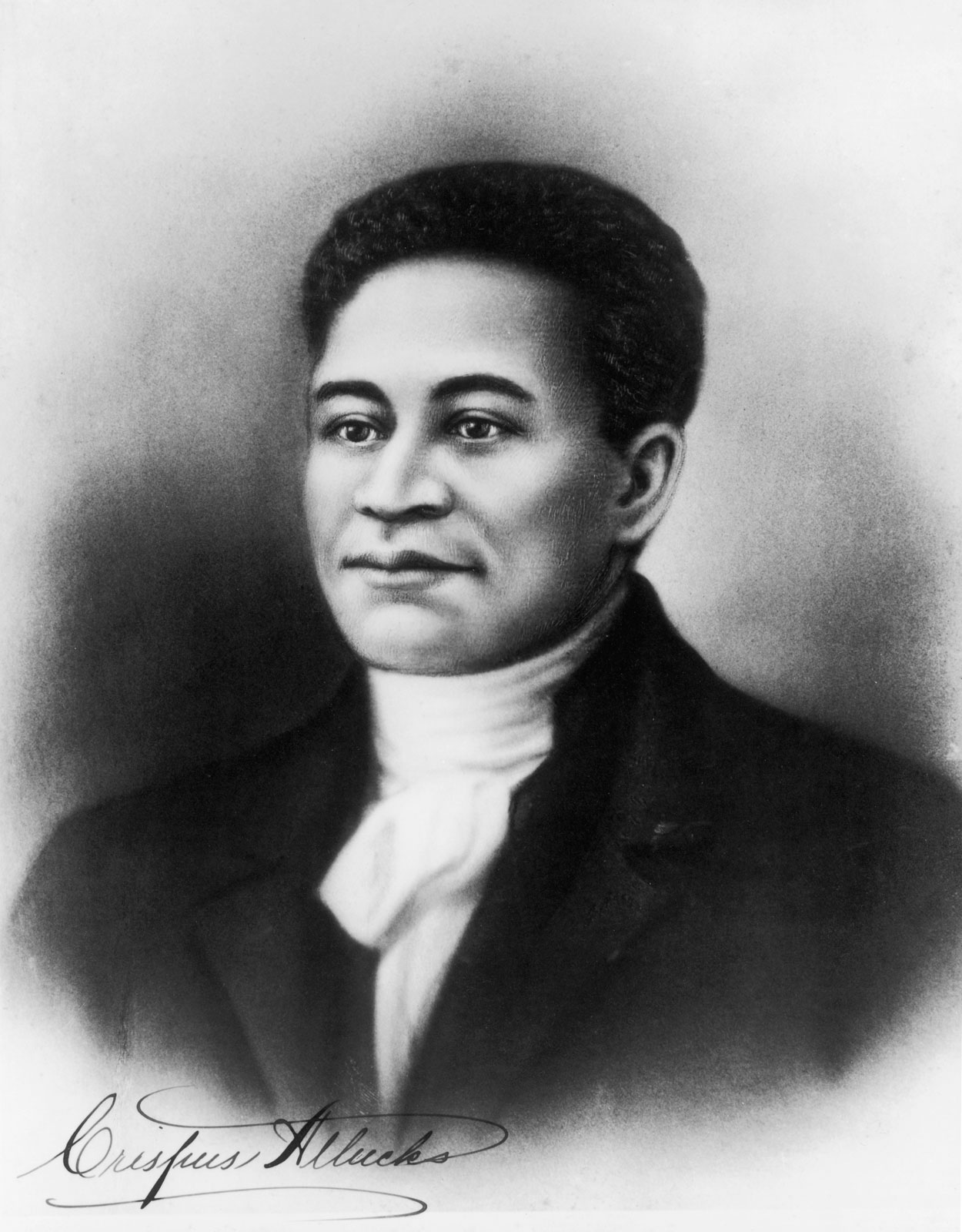
Crispus Attucks, de Framingham, fue la primera persona muerta en la lucha por la independencia estadounidense.

Gage no pidió una marcha a lo largo de esa ruta, en lugar pidió las tropas a Concord (Massachusetts) los días 18 a 19 de abril. Framingham envió a dos compañías de la milicia que sumaban cerca de 130 hombres en las batallas de Lexington y Concord que siguieron; uno de esos hombres era herido.
La localidad de Framingham se integra desde 1948 en un estudio relativo a las enfermedades cardiovasculares. Esta localidad fue elegida por, el Instituto Nacional del Corazón, los Pulmones y la Sangre (NHLBI) de Bethesda, por su perfecta representatividad de la población estadounidense. Este estudio desde entonces ha dado la vuelta del mundo.

## Geografía
Según la Oficina del Censo de los Estados Unidos, Framingham tiene una superficie total de 68,64 km², de la cual 64,85 km² corresponden a tierra firme y 3,79 km² (5,52 %) es agua.

## Demografía
Según el censo de 2010, había 68 318 personas residiendo en Framingham. La densidad de población era de 995,35 hab./km². De los 68 318 habitantes, Framingham estaba compuesto por el 71,9 % blancos, el 5,84 % eran afroestadounidenses, el 0,30 % eran amerindios, el 6,34 % eran asiáticos, el 0,07 % eran isleños del Pacífico, el 10,9 % eran de otras razas y el 4,64 % pertenecían a dos o más razas. Del total de la población, el 13,41 % eran hispanos o latinos de cualquier raza.

### Cultura
- Amazing Things Arts Center[9]
- Framingham Community Theater[10]
- Framingham History Center (anteriormente the Framingham Historical Society and Museum)[11]
- The Danforth Museum[12]
- Performing Arts Center of Metrowest

### Puntos de interés
- Garden in the Woods, administrado por la New England Wild Flower Society y además sede de esta organización,[13] es un jardín botánico que alberga la mayor colección de plantas de flor silvestres nativas en New England. Se ubica en Nobscot, próximo a la Hemenway Road.

## Educación
Las Escuelas Públicas de Framingham gestiona escuelas públicas.

## Nativos y residentes notables

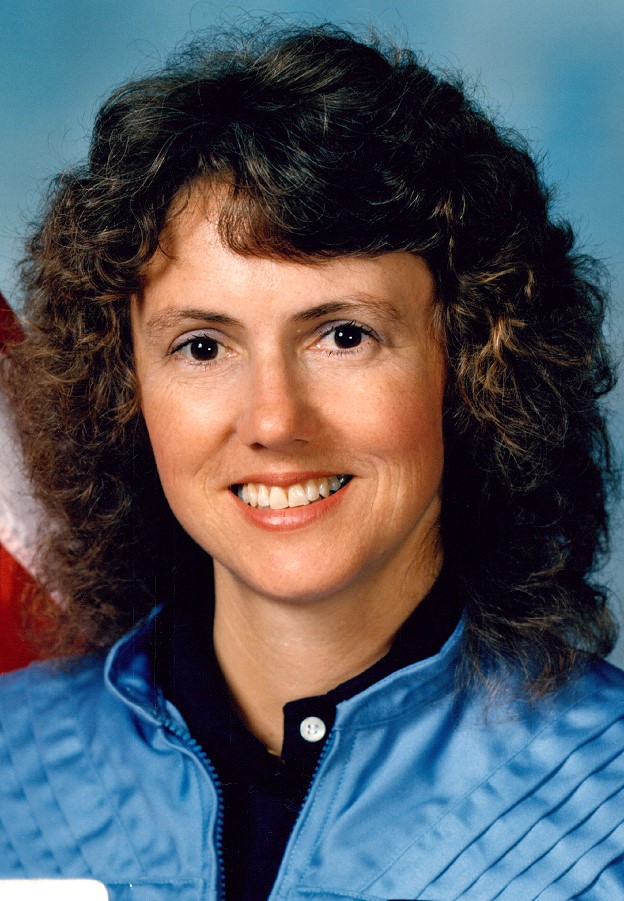
Christa McAuliffe (1948-1986), la primera maestra en el espacio, creció en la ciudad de Framingham.

### Políticos
- Crispus Attucks (1723-1770), afroestadounidense muerto en la Masacre de Boston (5 de marzo de 1770)[14]
- Deborah D. Blumer, representante por Framingham ante el Estado de Massachusetts (2001-2006).
- Mary Beth Cahill, directora de la campaña de John Kerry para la presidencia.
- Adam Schiff, representante de los Estados Unidos por California.

### Deportes
- Ron Burton, antiguo NFL running back del Boston Patriots, de 1960 a 1965
- Roger Clemens, Major League Baseball pitcher por los Boston Red Sox, de 1984 a 1996
- Carl Corazzini, jugador de Hockey de la NHL, Boston Bruins, Chicago Blackhawks, Detroit Red Wings, Edmonton Oilers.
- Rich Gedman, former Major League Baseball cácher por los Boston Red Sox, de 1980 a 1990
- Toby Kimball, jugador de la NBA por los Boston Celtics, San Diego Rockets, Milwaukee Bucks, Kansas City Kings, Philadelphia 76ers, y los New Orleans Jazz[15]
- Lou Merloni, jugador de la Major League Baseball por los Boston Red Sox, de 1998 a 2003
- John Stagikas, pro wrestler.
- Mark Sweeney, jugador de la Major League Baseball.
- Bobby Thompson (soccer), American soccer MLS midfielder
- Pie Traynor, antiguo jugador de la Major League Baseball, actualmente en la Major League Baseball Hall of Fame

### Artes y ciencias
- Ezra Ames (1768-1836), pintor de retratos en el siglo XVIII y siglo XIX[16]
- Anthony Barbieri, escritor de comedias.
- Michael J. Clouse, letrista, productor musical.
- Nancy Dowd, escritor de guiones cinematográficos ganador del Academy Award por Coming Home (1978).
- Alexander Rice Esty (1826-1881) arquitecto de iglesias en New England.
- Ginger Fish, miembro de Marilyn Manson
- Michael Krasnow (1969-1997), escritor estadounidense fallecido por anorexia.
- Dr. Solomon Carter Fuller, pionero afroestadounidense en el campo de la psicología y la enfermedad de Alzheimer.
- Meta Vaux Warrick Fuller, conocida escultora afroestadounidense y artista desde los años veinte.
- Joe Maneri (1927-2009), conocido compositor de música clásica e improvisador de jazz.
- Christa McAuliffe (1948-1986), profesora y astronauta, muerta en el accidente del Challenger
- Gordon Mumma, compositor.
- Edward Lewis Sturtevant (1842-1898), botánico, agrónomo, físico y médico.
- Nancy Travis (1961-), actriz y productora (Three men and a baby).
- Louis C. K., comediante.

### En los medios
- Tom Caron, analista de pelota base en New England Sports Network.
- Jordan Rich, colaborador en la radio WBZ (AM).

### Otros
- Gerald Fitzgerald, párroco católico.
- John Nixon, general en la Continental Army durante la guerra de la Independencia estadounidense
- Charles Henry Parkhurst, clérigo y reformador social.

## Ciudades hermanadas
- Lomonósov[17]
- Governador Valadares, Brasil[18]